# Městský stadion (Přerov)
Městský stadion je fotbalový a atletický stadion v Sokolské ulici v Přerově, na kterém hraje svá domácí utkání divizní 1. FC Viktorie Přerov. Vlastníkem a provozovatelem je TJ Spartak Přerov.